# Zděnek Fišer
Zděnek Fišer (* 1955, Litoměřice) je český dopravní inženýr, podnikatel, fotograf a organizátor fotografického dění.

## Profesní životopis
Zděnek Fišer založil během studií na Vysoké škole dopravní v Žilině fotoskupinu Oči, kterou vedl. Sestávala převážně z českých studentů (Tomáš Truban, Jan Hlavsa, Juraj Antal, Josef Bohuňovský, Antonín Wzatek, Bohumil Kotas, Jarmila Fišerová, ad.). Věnovali se tzv. „dokumentu všedního dne“, který vystavovali v místech vzniku daných fotografií např. v žilinské menze, na dívčí koleji, na sídlišti Vlčince, ve vesnici Holany apod. Se svými fotografiemi se zúčastňovali také sympozií sociální fotografie v Galérii F v nedaleké Banské Bystrici.
Výrazným projektem skupiny Oči byla dokumentační akce nazvaná Žilinští studenti v rámci projektu „My 1980“, kdy podobně jako fotografové akce „Český člověk“ zachycovali okolojdoucí studenty v improvizovaném pouličním ateliéru v areálu vysoké školy. Šlo jedinou akci tohoto typu na slovenském území.
Fotoskupina Oči vydávala svůj časopis výstižně nazvaný „Dioptrie“. Nepatřil k úředně schvalovaným tiskovinám, proto obsahoval svobodně psané texty o fotografii.
Zděnek Fišer se také věnoval samostatným tématům, např. Hronecké lesní železnici, z čehož vznikla výstava v Galérii F. V posledních letech se soustředil také na fotografii krajiny a především aktu.
Po ukončení studia (titul. Ing.) se vrátil do Čech, kde nejprve pracoval pro ČSD, později se zabýval obchodním podnikáním. Ve fotografické tvorbě se začal věnovat také krajině a aktu. V Ústí nad Labem vedl galerii fotografie OKO.

## Výběr z výstav
- Žilinská menza, expanzivní fotografie, žilinská menza, březen 1980
- Hronecká lesná železnica, Galéria F, Banská Bystrica, 1980[6]
- Český objektív: Slovensko (skupinová výstava), Galéria F, Banská Bystrica, 1989[7]
- Výstavy v OAPG na Rychnově, 2008 - 2017
- Výstavy v galerii OKO, Ústí nad Labem, 2014 - 2017
- Stratený čas. Slovensko 1969-1989 v dokumentárnej fotografii, katalog výstavy Slovenské národní galerie, Bratislava, 2008
- Palác Zdar, autorská výstava, 2018
- Fotografie Kláry, 2012 – 2023, Muzeum Ústí nad Labem, 2024

## Organizace fotografického dění
Od založení koncem 70. let 20. stol. vedl fotoskupinu Oči. Byl lektorem fotografie při Okresním kulturním středisku v Ústí nad Labem, spolu s Josefem Mouchou a Josefem Bohuňovským. Organizoval výstavy v Galerii na Terase (spolu s Miroslavem Habrem a Josefem Hejdukem). Od roku 2014 provozoval vlastními náklady Galerii OKO v Ústí nad Labem 2014 až 2017 (do r. 2017). Uskutečněno cca 40 výstav. Mimo jiné závěrečná akce Fotoskupiny OČI.

## Zastoupení ve sbírkách a stálých expozicích
- Muzeum umění a designu Benešov, zastoupení ve sbírce a ve stálé expozici historie české a slovenské fotografie
- Sbírka Svazu českých fotografů (vystaveno mimo jiné cca 20 fotografií při oslavách 150 let výročí vzniku fotografie v Praze)